# Secretário Geral e Comissário de Censo da Índia

Densidade populacional da Índia

O Secretário Geral e Comissário do Censo da Índia é um cargo fundado em 1961 pelo Ministério da Administração Interna do Governo da Índia, para organizar, conduzir e analisar os resultados das pesquisas demográficas da Índia, incluindo o Censo da Índia e a Pesquisa Linguística da Índia. O cargo de secretário geralmente é ocupado por um funcionário público que ocupa o cargo de secretário conjunto.
RGCCI (pesquisa populacional e pesquisa de idiomas), bem como ASI (arqueologia), AnSI (Pesquisa Antropológica da Índia), BSI (botânica), FSI (florestas), FiSI (pesca), GSI (geologia), IIEE (ecologia), NIO (oceanografia), SI (cartografia) e ZSI (zoologia) são as principais organizações nacionais de pesquisa da Índia.

## História
O Censo da Índia é a maior fonte isolada de uma variedade de informações estatísticas sobre diferentes características do povo da Índia.
O primeiro censo da Índia foi realizado na década de 1870 e tentou coletar dados em todo o país possível. O primeiro dos censos decenais ocorreu em 1881. Até 1961, a responsabilidade de organizar, conduzir e analisar os resultados do censo era exercida por uma estrutura administrativa temporária que era posta em prática para cada censo e depois desmontada. Desde então, o escritório do Secretário Geral e Comissário de Censo da Índia existe como um departamento permanente do governo central; cada estado e território sindical possui uma Direção supervisora de Operações do Censo.

## Período Raj britânico
As tentativas de enumerar a população em partes do subcontinente indiano e, mais importante, de avaliar as propriedades para fins de receita, existiram antes do Raj britânico e são atestadas em escritos como os de Abu'l-Fazl ibn Mubarak e Muhnot Nainsi. A Companhia Britânica das Índias Orientais também realizou exercícios quantitativos em vários lugares e em vários momentos. Em 1871-72, quando as autoridades do Raj realizaram o primeiro censo de toda a Índia, a única área administrativa da Índia britânica que ainda não havia tentado realizar uma enumeração em toda a região era a Província de Bengala.
A conduta dos censos na Índia pelo governo Raj britânico influenciou significativamente a cultura do país. Peter Gottschalk diz que:
... classificações de conveniência para funcionários do governo transformadas em identidades contestadas pelo público indiano, à medida que o censo passou de um exercício enumerativo do governo britânico a uma representação autorizada do corpo social e uma ferramenta vital dos interesses indígenas. Tudo isso baseava-se no fato de que a comparação estatística na Índia britânica se baseava em um sistema classificatório supostamente científico diferente dos antecedentes índicos, mas semelhante ao da Europa medieval: focado em categorias religiosas mutuamente exclusivas, definidas por essência.

### 1891
Jervoise Athelstane Baines foi responsável pelo censo de 1891. Ele ajustou o sistema de classificação.

### 1901
O Comissário do Censo de 1901 foi H. H. Risley. Ele foi nomeado em 1899 e foi influenciado por Baines. Os regulamentos detalhados que ele formulou para o exercício também foram usados para o censo de 1911, e o trabalho envolvido na coordenação das várias administrações provinciais foi considerável e detalhado.

### 1911
E. A. Gait estava no comando geral do censo de 1911.

### 1931
Em 1929, J. H. Hutton recebeu o cargo de Comissário para o censo de 1931. Além de desempenhar suas funções oficiais na compilação do relatório subsequente, ele usou a experiência ao escrever seu trabalho pessoal, Caste in India, publicado em 1946. O primeiro censo de castas da Índia foi realizado em 1931. Ele encorajou os administradores do Serviço Civil Indiano a escrever sobre as várias comunidades com as quais eles estavam familiarizados e Christoph von Fürer-Haimendorf diz que "...alguns dos argumentos e paralelos culturais contidos na Parte 1 [do relatório do censo de 1931] avançaram novas teorias, talvez mais apropriadas para um periódico instruído do que para as páginas de um relatório oficial do censo."

### 1941
W. W. M. Yeatts foi nomeado Comissário do Censo para o censo de 1941, que provou ser o último da era do Raj britânico. Ele quase não fez alterações nas perguntas feitas anteriormente aos entrevistados, mas foi persuadido a introduzir um sistema pelo qual cada pessoa recebesse seu próprio formulário para preenchimento. Antes disso, os questionários eram, segundo Ashok Mitra,"... um formulário doméstico contínuo para registrar características de famílias sucessivas em um local definido, que se mostrou ideal para a verificação cruzada da consistência interna dos atributos demográficos de cada membro de uma família, bem como para codificação e tabulação manual ". O novo método individualizado teve como objetivo auxiliar na análise usando máquinas Hollerith. A proposta era realizar uma enumeração completa de dados básicos, como número de funcionários, idade e sexo, e realizar uma enumeração amostrada mais detalhada das características socioeconômicas e culturais. Pensou-se que essa abordagem economizaria tempo e dinheiro, além de reduzir a extensão dos problemas causados por erros, subcontações e inconsistências.
O censo não foi um sucesso. Foi dificultada pelo fato de a Segunda Guerra Mundial estar em andamento e pelos padrões de alfabetização e educação da Índia. Esses padrões tornaram inviável permitir a auto-enumeração pelos entrevistados, mas os custos e o tempo envolvidos no treinamento dos enumeradores para agir em seu nome não foram compensados com os benefícios percebidos da adoção do método de amostragem. Foram produzidos muito poucos dados além dos números da população total e, diz Mitra, "as tabulações dos resultados [amostrados] em máquinas foram tão fracassadas e atrasadas que, mesmo em 1954, nenhuma tabulação completa... tinha sido feito. Os resultados finais desafiaram a interpretação coerente em nível estadual ou nacional."

## Pós-independência

### 1951
A importância de grandes quantidades de dados demográficos detalhados e variados aumentou à medida que a Índia avançava na adoção de planos de desenvolvimento de cinco anos. Yeatts foi nomeado Comissário para o Censo da Índia de 1951, mas morreu em 1948 e foi substituído por R. A. Gopalaswami. O novo titular recusou-se a ser influenciado, como Yeatts, pelos argumentos de Prasanta Chandra Mahalanobis em relação à adoção de métodos de amostragem. Mahalanobis havia fundado o Instituto Estatístico Indiano, mas não era páreo para Gopalaswami, que argumentou com sucesso que a diversidade da população indiana - como a multilingüidade e a multi-etnia - foi tão extremo que nenhuma amostra teria utilidade estatística para fins de planejamento. O uso de notas de enumeração individuais, combinado com os horários das famílias, foi mantido, mas as notas foram simplificadas o máximo possível para maximizar a precisão das informações derivadas de uma população que tinha recursos limitados.

### 1961
Nas discussões sobre o censo de 1961, Mahalanobis tentou mais uma vez causar a adoção de um sistema de amostragem. Ashok Mitra havia sido nomeado comissário para este censo e ele também conseguiu contrariar a ideia depois de demonstrar como eram realizadas as verificações cruzadas dos dados.